# 渡辺理想
渡辺 理想（わたなべ ゆうと、1983年12月28日 - ）は、日本の空手家、キックボクサー。青森県八戸市出身。元RISEライト級1位/元J-NETWORKライト級1位/株式会社IDEAL代表取締役/「IDEAL GYM」会長/「IDEAL FIGHT」代表。身長170cm、体重61.2 kg〜70 kg。
現役選手時代は天才と言われ、極真カラテ・K-1・ムエタイのトップファイターとして活躍した。
幼少期にプロミュージシャンである父親の影響で、ピアノやドラムを学ぶ。
9歳の時に空手を始める。
1999年～2001年、全日本極真青少年空手道選手権大会 60kg以下で3連覇を果たす。高校3年間日本一。
2004年9月5日、第6回全東北空手道選手権大会で優勝。
2007年6月9-10日、第24回全日本ウェイト制空手道選手権大会の中量級で準優勝。
2007年11月16-18日、第9回全世界空手道選手権大会に日本代表として出場。
2008年8月プロデビュー
2017年11月引退
2018年3月末で極真会館（松井派）を辞め独立し、キックボクシング・ムエタイジム「IDEAL GYM（アイディール-ジム）」をオープン。
2021年4月、法人化して「株式会社IDEAL」を設立。
2024年３月、キックボクシング・ムエタイ大会「IDEAL FIGHT」を立ち上げる。

## 人物
- 現役時代は華麗な足技を武器に、天才と称されていた。
- 指導者になってからも天才的なセンスを武器に、沢山のチャンピオンを輩出している。

## 戦績
| キックボクシング 戦績 | キックボクシング 戦績 | キックボクシング 戦績 | キックボクシング 戦績 | キックボクシング 戦績 | キックボクシング 戦績 | キックボクシング 戦績 |
| --------------------- | --------------------- | --------------------- | --------------------- | --------------------- | --------------------- | --------------------- |
| 35 試合               | (T)KO                 | 判定                  | その他                | 引き分け              | 無効試合              |                       |
| 20 勝                 | 8                     | 12                    | 0                     | 2                     | 0                     |                       |
| 13 敗                 | 5                     | 8                     | 0                     | 2                     | 0                     |                       |

## 獲得タイトル
⚫︎RISE ライト級1位
⚫︎J-NETWORK ライト級1位
極真空手（松井派）
- 全日本極真青少年空手道選手権大会 60kg以下 優勝(1999年、2000年、2001年)
- 第6回全東北空手道選手権大会 優勝(2004年)
- 第24回全日本ウェイト制空手道選手権大会中量級 準優勝(2007年)